# Tour della nazionale maschile di rugby a 15 della Nuova Zelanda 2017

## Risultati

### Itest match
| Arbitro: | Angus Gardner |

|                        |      |                                              |
| Thomas 27’ tecnica 47’ | mt   | 9’ Coles 22’, 80’ Naholo 36’ Crotty 39’ Cane |
|                        | tr   | 9’, 22’, 36’, 39’, 80’ B. Barrett            |
| Belleau 42’, 52’       | c.p. | 17’ B. Barrett                               |

| Arbitro: | Matthew Carley |

|                       |      |                                           |
| Gray 61’ H. Jones 76’ | mt   | 44’ C. Taylor 50’ McKenzie 66’ B. Barrett |
| Russell 61’, 76’      | tr   | 50’, 66’ B. Barrett                       |
| Russell 6’            | c.p. | 38’ B. Barrett                            |

| Arbitro: | Wayne Barnes |

|                               |      |                                                     |
| S. Williams 40’ G. Davies 68’ | mt   | 13’, 37’ Naholo 56’ Lienert-Brown 61’, 73’ R. Ioane |
| Halfpenny 68’                 | tr   | 13’, 56’, 61’, 73’ B. Barrett                       |
| Halfpenny 8’, 31’             | c.p. |                                                     |

### Gli altri incontri
| Arbitro: | Nigel Owens |

|                                          |    |                                                         |
| Mo'unga 8’ Bridge 14’, 80’ S. Carter 28’ | mt | 17’ Perenara 34’ Fifita 52’ Laumape 54’ Cane 58’ Harris |
| Mo'unga 28’                              | tr | 52’, 54’, 58’ B. Barrett                                |

| Arbitro: | Luke Pearce |

|                               |      |                                                 |
| Lacroix 15’, 27’ Chavancy 72’ | mt   | 10’ Squire 23’ Duffie 51’ Tuipulotu 55’ Laumape |
| Trinh-Duc 15’                 | tr   | 10’, 23’, 51’ Sopoaga 55’ Mo’unga               |
| Trinh-Duc 35’ Plisson 60’     | c.p. |                                                 |